# Dóra Ottó
Dóra Ottó (Gödöllő, 1962. június 1. – Salgótarján, 2015. november 29.) magyar politikus (MSZP), 2014-től haláláig Salgótarján polgármestere.

## Családja
Nős, két leánygyermek édesapja.

## Életpályája
Általános iskoláit Kálló községben, középiskolai tanulmányait pedig a budapesti I. István Közgazdasági Szakközépiskolában végezte, ahol középfokú pénzügyi és számviteli ügyintézői képesítést, majd 1990-ben az Eszterházy Károly Tanárképző Főiskolán történelem–népművelés szakos általános iskolai tanári diplomát szerzett. Az érettségi vizsgát követően a kállói tanácsnál dolgozott ügyintézőként. Sorkatonai szolgálatának letöltését követően, 1986-tól a Nógrád Megyei KISZ-bizottság alkalmazottjaként tevékenykedett. 1989 és 1991 között a salgótarjáni Medves Hotel igazgatója volt, ezután 1994-ig egy kereskedelmi vállalkozás vezetőjeként dolgozott. 1995 és 2002 között a Magyar Szocialista Párt Nógrád Megyei Szervezetének ügyvezető alelnökeként és emellett parlamenti szakértőként dolgozott.
Dóra Ottó 1998-tól a Nógrád Megyei Közgyűlés tagja volt, majd a 2002. évi önkormányzati választásokat követően a Nógrád megyei Közgyűlés elnökének választották. Ettől kezdve a Nógrád Megyei Területfejlesztési Tanács elnöke, illetve 2004-ben a Regionális Területfejlesztési Tanács soros elnöke volt. Mint az MSZP–DK-Együtt–TVE-ST jelöltjét a 2014-es önkormányzati választásokon Salgótarján polgármesterévé választották, Székyné dr. Sztrémi Melinda utódául.
Rövid, súlyos betegség után 2015. november 29-én hunyt el. Halála előtt egy nappal még ezt írta a hivatalos Facebook-oldalán:

„Tisztelt Városlakók, Kedves Barátaim! Betegségem nem engedi, hogy Önökkel köszöntsem az Advent kezdetét, és hogy közösen gyújtsuk meg a szeretet jelének első adventi gyertyáját. Kívánom, segítse mindannyiukat testi, szellemi és lelki megújuláshoz, feltöltődéshez az Advent időszaka. Békés, meghitt és szeretetteljes készülődést kívánok az ünnepekre.”

– Dóra Ottó, Facebook, 2015. november 28., 15:30

## Díjai, elismerései
- Salgótarján díszpolgára (2016) /posztumusz/